# Elias d'Imzalène
Elias d'Imzalène, de son vrai nom El Yess Zareli, est un influenceur et militant de confession musulmane, se réclamant de l'idéologie salafiste. Il est né le 22 février 1979, à Versailles, dans les Yvelines. 
Il se fait connaître en 2013 en publiant sur son site Islam et Info, une vidéo de la jeune femme à l'origine des émeutes de Trappes remettant en cause la version des autorités. 
En 2021, il fonde le collectif Perspectives musulmanes en réaction à la loi confortant le respect des principes de la République, votée par l'Assemblée Nationale la même année. 
Initialement proche des cercles d'extrême droite et militant contre l'« enseignement de la théorie du genre à l'école », il se rapproche de La France insoumise à l'occasion des élections présidentielles, puis législatives de 2022.  
Lors d'une manifestation de soutien à la Palestine, le 8 septembre 2024, il appelle à l'intifada dans les rues de Paris et est reconnu coupable, en première instance, par le tribunal judiciaire de Paris, de « provocation publique à la haine ou à la violence en raison de l'origine, l'ethnie, la nation, la race ou la religion  ».

## Biographie
Elias d'Imzalène, est né le 22 février 1979 à Versailles dans les Yvelines,,. Il a une formation de juriste et est marié,. Son épouse a, un temps, dirigé une association militant pour le port du voile intégral. Il anime le site communautaire Islam&Info, actif jusqu'en 2021,. 
Il défend une vision communautaire des musulmans, qu'il invite à se constituer en contre-société,. Qualifié par certains observateurs de « néo-salafiste », ou de « fréro-salafiste », le haut fonctionnaire  Bernard Godard considère, lui, qu' « Il n'est pas salafiste, comme on l'écrit souvent. C'est un militant politique, un agitateur, dans la vindicte contre la France. Il cherchait une notabilité et l'a trouvée avec Islam & Info, qui a souvent fait le buzz. »,,. Lui-même se dit « islamien ».  
Il affirme lutter contre l'islamophobie qu'il définit comme « Tout ce qui entrave la construction et le développement de la communauté [musulmane], son expression visible et politique, en France ou ailleurs. »,.  

### Création et animation du site Islam et info
Elias d'Imzalène crée en 2011 le site d'information communautaire « Islam et Info » où, selon L'Express, il pousse les musulmans à s'organiser en « contre-société »,,. En 2023, le site est en sommeil. 
Il apparait dans les media en 2013, lors des émeutes de la ville de Trappes. Il publie une vidéo de la jeune femme à l'origine de ces événements. Cette vidéo est rapidement vue plus de 700 000 fois et attire l'attention sur le site,,. 
À cette époque il intervient au théâtre de la Main d'Or, alors tenu par Dieudonné et est présenté comme fréquentant ce dernier ainsi qu'Alain Soral par Libération,. 
Le site Islam & Info dont il est le fondateur et le principal animateur a pour devise « L'info par le Musulman, pour le Musulman »  et défend une vision communautaire de l'Islam. Il dénonce une islamophobie systémique teintée de relents complotistes, défend Dieudonné et affirme qu' « en France, une alliance entre maçons et sionistes provoque l’augmentation de l’islamophobie et de la christiannophobie dans l’indifférence du pouvoir acquis à certains lobbys »,,. 
Il s'oppose à la loi sur le mariage pour tous et, en janvier 2014, soutient les « journées de retrait » organisées par Farida Belghoul afin de protester contre une « propagande LGBT » dans les programmes scolaires.
En décembre 2015, dans la foulée des attentats du 13 novembre, son domicile est perquisitionné et les gendarmes y découvrent notamment un exemplaire de Mein Kampf.
En avril 2017, il est explicitement cité par la note blanche des renseignements territoriaux sur laquelle s'appuie le Tribunal administratif de Melun pour confirmer la fermeture de la mosquée de Torcy. Selon cette note, il serait intervenu à deux reprises dans la mosquée en fournissant « des éléments de langage comparant la situation existant en France à l'apartheid et demandant aux fidèles d'arrêter d'être Français légalistes, Français républicains et Français patriotes »,.
En 2017, il est condamné pour diffamation dans le cadre de la modération du site Islam&Info,.
Selon Le Point, il participe à l'organisation de la « Marche du 10 novembre 2019 contre l'islamophobie », avant d'en être écarté car jugé « trop radical »,,,. Il est alors membre du « Comité du 10 Novembre » fondé dans la foulée.  

### Perspectives musulmanes
À la suite du vote de la « loi du 24 août 2021 confortant le respect des principes de la République », le « Comité du 10 Novembre » devient « Perspectives musulmanes »; Elias d'Imzalène en est le leader. Perspectives musulmanes affiche pour objectif de« répondre à une urgence face à l'offensive engagée contre toute forme de liberté dans les modes de vie et les expressions des musulmans ».  
En 2022, il est ainsi invité à s'exprimer au Parlement européen lors d'une conférence intitulée « Contradictions et décalage entre les valeurs Européennes et la loi confortant le respect des principes de la République Française ». Organisée à l'initiative de la COJEP, il y intervient en compagnie de François Burgat et de Feïzia Ben Mohamed,.  Il est alors « Fiché S » et sa venue est dénoncée par l'hebdomadaire Marianne qui considère qu'il instrumentalise la lutte contre l'islamophobie et voit en lui un « salafiste au cœur de la galaxie de l'islam politique en France »,,. Selon l'essayiste Naëm Besandji, il partage une « interprétation extrêmiste, politique et identitaire de l'Islam ». Durant cette conférence, il indique que, selon lui, l'islampohobie a commencé en France  en 2004 par « l'exclusion » des « sœurs » musulmanes de l'école, en faisant référence à la loi de 2004 sur le port de signes religieux à l'école.     
En 2022, il participe à une manifestation de soutien à l'imam Hassan Iquioussen alors sous le coup d'une procédure d'expulsion et y demande « à ce que toutes, absolument toutes, les lois islamophobes soient abrogées »,.      
En 2023, il est, selon Le Monde, une des voix les plus actives et virulentes à s'opposer à l'interdiction de l'abaya à l'école et est particulièrement actif sur les questions d'islamophobie depuis la dissolution du CCIF,. Il affirme défendre ce droit, non pour son caractère religieux, mais pour les libertés individuelles des jeunes filles.           

### Rapprochement allégué avec La France Insoumise
Alors qu'il gravite initialement à l'extrême droite, il semble se rapprocher de LFI à partir de 2022 au cours d'un débat intitulé Mélenchon dernier rempart contre l'islamophobie?. Tout en reprochant à Jean-Luc Mélenchon ses positions sur les chrétiens d'Orient et les Kurdes, il pense observer une victoire culturelle des thèses défendues par le PIR dans les partis politiques de gauche et en félicite Houria Bouteldja.   
Il apparait accompagnant Assa Traoré lors de la manifestation en mémoire de Nahel en raison du racisme systémique qu'elle traduirait,,.   
À partir d'octobre 2023 et de la guerre à Gaza, il devient une figure d'Urgence Palestine et on le voit proche de députés de La France Insoumise ou de Rima Hassan lors de manifestations de soutien à la cause palestinienne,,. Il participe également au blocage de Sciences Po Paris rue Saint-Guillaume,.   
Le 08 septembre 2024, lors d'une manifestation à l'appel du collectif Urgence Palestine, il appelle à « mener l’intifada à Paris » afin de « libérer Jerusalem » et est visé par un signalement au Procureur de la République, par le ministère de l'Intérieur,.     
Il est placé en garde-à-vue le 24 septembre et reçoit le soutien de la députée Ersilia Soudais qui affirme vouloir visiter, comme parlementaire, le commissariat de police où il est retenu,,. Selon le magazine Charlie Hebdo, il s'agit d'une initative isolée de la députée, et une source anonyme la décrit comme isolée sur ce sujet.      

### Gel de ses avoirs par le gouvernement français
Le 13 janvier 2025, le gouvernement français gèle ses avoirs pour une durée de 6 mois,,. Il annonce intenter un recours auprès du Tribunal administratif.      

## Condamnation en première instance pour provocation à la haine ou à la violence.
Le texte peut changer fréquemment, n’est peut-être pas à jour et peut manquer de recul. 
Le titre et la description de l'acte concerné reposent sur la qualification juridique retenue lors de la rédaction de l'article et peuvent évoluer en même temps que celle-ci.
Après sa garde à vue du 24 septembre 2024, il est poursuivi par le parquet devant le Tribunal judiciaire de Paris pour  « provocation publique à la haine ou à la violence en raison de l'origine, l'ethnie, la nation, la race ou la religion  ». Cinq associations se constituent parties civiles.  
Lors de l'audience, le 23 octobre 2024  il est défendu par Maître Rafik Chekkat et proteste de sa modération. Il affirme qu' « intifada » doit être entendu comme « soulèvement [ou] appel à l'indignation » pacifique et conteste tout antisémitisme. Il se montre calme et posé mais l'audience est perturbée par certains de ses soutiens,.  
Le 19 décembre 2024, il est condamné à 5 mois de prison avec sursis et à verser 1 000 euros de dommages et intérêt à chacune des cinq parties civiles,,. Il interjette appel de cette décision.    